# Светско првенство у атлетици у дворани 2001 — 1.500 метара за жене
Трка на 1.500 метара у женској конкуренцији на 8. Светском првенству у атлетици у дворани 2001. одржано је 10. и 11. марта у Атлантском павиљону у Лисабону (Португалија)
Титулу освојену у Маебаши 1999, није бранила Габријела Сабо из Марока.

## Земље учеснице
Учествовало је 19 такмичарки из 17 земаља.
1. Аустралија (1)
2. Аустрија (1)
3. Белорусија (1)
4. Бугарска (1)
5. Данска (1)
6. Ирска (1)
7. Кина (2)
8. Мађарска (1)
9. Мароко (1)
10. Португалија (1)
11. Румунија (2)
12. Русија (1)
13. САД (1)
14. Словенија (1)
15. Тунис (1)
16. Чешка (1)
17. Шпанија (1)

## Освајачи медаља
| Освајачи медаља |               |                   |  |  |  |  |
|                 |               |                   |  |  |  |  |
|                 |               |                   |  |  |  |  |
|                 |               |                   |  |  |  |  |
| Хасна Бенхаси   | Виолета Секељ | Наталија Горелова |  |  |  |  |
| Мароко          | Румунија      | Русија            |  |  |  |  |

## Рекорди
Стање 8. март 2001.
| Рекорди пре почетка Светског првенства 2001.     | Рекорди пре почетка Светског првенства 2001. | Рекорди пре почетка Светског првенства 2001. | Рекорди пре почетка Светског првенства 2001. | Рекорди пре почетка Светског првенства 2001. | Рекорди пре почетка Светског првенства 2001. |
| ------------------------------------------------ | -------------------------------------------- | -------------------------------------------- | -------------------------------------------- | -------------------------------------------- | -------------------------------------------- |
| Светски рекорд                                   | 4:00,27                                      | Дојна Мелинте                                | Румунија                                     | Ист Радерфорд, САД                           | 9. фебруар 1990.                             |
| Рекорди светских првенстава                      | 4:03,23                                      | Габријела Сабо                               | Мађарска                                     | Маебаши, Јапан                               | 16. март 1999.                               |
| Најбољи резултат сезоне                          | 4:03,42                                      | Габријела Сабо                               | Мађарска                                     | Лијевен, Француска                           | 25. фебруар 2001.                            |
| Афрички рекорд                                   | 4:04,48                                      | Хасна Бенхаси                                | Мароко                                       | Дортмунд, Немачка                            | 11. фебруар 2001.                            |
| Азијски рекорд                                   |                                              |                                              |                                              |                                              |                                              |
| Северноамерички рекорд                           | 4:00,8h                                      | Мери Декер                                   | Сједињене Државе                             | Њујорк, САД                                  | 1. фебруар 2001.                             |
| Јужноамерички рекорд                             | 4:14,05                                      | Летитија Врисде                              | Суринам                                      | Будимпешта, Мађарска                         | 12, фебруар 1992.                            |
| Европски рекорд                                  | 4:00,27                                      | Дојна Мелинте                                | Румунија                                     | Ист Радерфорд, САД                           | 9. фебруар 1990.                             |
| Океанијски рекорд                                |                                              |                                              |                                              |                                              |                                              |
| Рекорди после завршеног Светског првенства 2001. |                                              |                                              |                                              |                                              |                                              |
| Азијски рекорд                                   | 4:13,21                                      | Џорџи Кларк                                  | Аустралија                                   | Лисабон, Португалија                         | 11. март 2001.                               |
| Океанијски рекорд                                | 4:14,64                                      | Лан Лисин                                    | Кина                                         | Лисабон, Португалија                         | 11. март 2001.                               |

### Најбољи резултати у 2001. години
Десет најбољих атлетичарки године на 1.500 метара у дворани пре првенства (9. марта 2001), имале су следећи пласман.
| 1.  | Габријела Сабо     | Мађарска    | 4:03,42 | 25. фебруар |
| 2.  | Наталија Горелова  | Русија      | 4:03,51 | 25. фебруар |
| 3.  | Виолета Секељ      | Румунија    | 4:03,61 | 15. фебруар |
| 4.  | Карла Сакраменто   | Португалија | 4:04,11 | 25. фебруар |
| 5.  | Олга Кузњецова     | Русија      | 4:04,26 | 25. фебруар |
| 6.  | Хасна Бенхаси      | Мароко      | 4:04,48 | 11. фебруар |
| 7.  | Олга Јегорова      | Русија      | 4:05,74 | 27. март    |
| 8.  | Кутре Дулеша       | Етиопија    | 4:05,75 | 11. фебруар |
| 9.  | Данијела Јорданова | Бугарска    | 4:06,00 | 10. фебруар |
| 10. | Хелена Јаворник    | Словенија   | 4:06,22 | 11. фебруар |

Такмичарке чија су имена подебљана учествовале су на СП 2001.

## Сатница
| Датум          | Време | Ниво          |
| -------------- | ----- | ------------- |
| 10. март 2001. | 15:35 | Квалификације |
| 11. март 2001. | 15:50 | Финале        |

## Резултати

### Квалификације
Такмичење је одржано 10. марта 2001. године. Такмичарке су биле подељене у 2 групе. За пласман у полуфинале пласирале су се по 3 првопласиране из група (КВ) и 3 према постигнутом резултату (кв).,,.
Почетак такмичења: група 1 у 15:35, група 2 у 15:45.
| Плас. | Група | Атлетичарка        | Земља       | ЛР        | ЛРС      | Резултат | Белешка     |
| ----- | ----- | ------------------ | ----------- | --------- | -------- | -------- | ----------- |
| 1.    | 1     | Виолета Секељ      | Румунија    | 3:58,29о  | 4:03,61  | 4:10,77  | КВ          |
| 2.    | 1     | Карла Сакраменто   | Португалија | 3:57,71о  | 4:04,11  | 4:10,82  | КВ          |
| 3.    | 1     | Соња О'Саливен     | Ирска       | 3:58,85о  | 4:06,34о | 4:11,27  | КВ          |
| 4.    | 1     | Хелена Јаворник    | Словенија   | 4:06,22   | 4:06,22  | 4:11,28  | кв          |
| 5.    | 2     | Хасна Бенхаси      | Мароко      | 4:04,48   | 4:04,48  | 4:11,54  | КВ          |
| 6.    | 2     | Наталија Горелова  | Русија      | 4:01,50о  | 4:03,51  | 4:11,69  | КВ          |
| 7.    | 2     | Данијела Јорданова | Бугарска    | 4:03,83о  | 4:06,00  | 4:12,33  | КВ          |
| 8.    | 2     | Нурија Фернандез   | Шпанија     | 4:02,58   | 4:02,58  | 4:12.92  | кв          |
| 9.    | 2     | Алесија Турава     | Белорусија  | 4:05,99о  | 4:12,36  | 4:13,15  | кв          |
| 10.   | 1     | Џорџи Кларк        | Аустралија  | 4:06,77о  | 4:08,91о | 4:13,21  | ОР, НР, ЛР  |
| 11.   | 1     | Лан Лисин          | Кина        | 3:53,97о  | 4:15,57о | 4:14,64  | АЗР, НР, ЛР |
| 12.   | 1     | Бригит Милбахер    | Аустрија    | 4:13,13о  | 4:16,12  | 4:15,37  | ЛРС         |
| 13.   | 2     | Андреја Сулдесова  | Чешка       | 4:06,13о  | 4:11,41  | 4:15,57  |             |
| 14.   | 1     | Хајди Џенсен       | Данска      | 4:08,32о  | 4:16,23  | 4:16,31  |             |
| 15.   | 1     | Фатма Ланоуар      | Тунис       | 4:06,91о  | 4:18,64  | 4:16,42  | НР, ЛР      |
| 16.   | 2     | Марија Чонкан      | Румунија    | 4:06,20oо | 4:07,89  | 4:17,47  |             |
| 17.   | 2     | Collette Liss      | САД         | 4:11,24о  |          | 4:19,23  |             |
| 18.   | 1     | Јудит Варга        | Мађарска    | 4:08,60о  | 4:12,99  | 4:19,45  |             |
| 19.   | 2     | Ли Ђингнан         | Кина        | 4:04,84о  |          | 4:22,34  |             |

### Финале
Такмичење је одржано 11. марта 2001. године у 15:50.
| Поз. | Атлетичарка        | Земља       | Резултат | Белешка |
| ---- | ------------------ | ----------- | -------- | ------- |
|      | Хасна Бенхаси      | Мароко      | 4:10,83  |         |
|      | Виолета Секељ      | Румунија    | 4:11,17  |         |
|      | Наталија Горелова  | Русија      | 4:11,74  |         |
| 4.   | Карла Сакраменто   | Португалија | 4:11,76  |         |
| 5.   | Данијела Јорданова | Бугарска    | 4:12,79  |         |
| 6.   | Алесија Турава     | Белорусија  | 4:13,67  |         |
| 7.   | Нурија Фернандез   | Шпанија     | 4:15,37  |         |
| 8.   | Хелена Јаворник    | Словенија   | 4:15,76  |         |
| 9.   | Соња О'Саливен     | Ирска       | 4:19,40  |         |

### Пролазна времена
| Дистанца | Атлетичарка      | Земља       | Време   |
| -------- | ---------------- | ----------- | ------- |
| 400 м    | Соња О'Саливен   | Ирска       | 1:10,90 |
| 800 м    | Соња О'Саливен   | Ирска       | 2:22,11 |
| 1.200 м  | Карла Сакраменто | Португалија | 3:25,05 |